# Nyam-Osoryn Tuyaa
Nyam-Osoryn Tuyaa, född 1958, var premiärminister i Mongoliet under en period 1999.  Hon var utrikesminister 1998-99 och 1999-2000. Hon blev premiärministern sedan hennes företrädare tvingats avgå, och satt tills en permanent efterträdare kunde väljas. 
Hon var också ordförande för 55 sessionen av FN:s ekonomiska och sociala kommission för Asien och Stillahavsområdet. 